# Scopula collata
Scopula collata là một loài bướm đêm trong họ Geometridae.